# Gosnells City
Koordinaten: 32° 4′ S, 115° 59′ O

Die City of Gosnells ist ein lokales Verwaltungsgebiet (LGA) im australischen Bundesstaat Western Australia. Gosnells gehört zur Metropole Perth, der Hauptstadt von Western Australia. Das Gebiet ist 127 km² groß und hat etwa 126.000 Einwohner (2021).
Gosnells liegt südlich des Swan River etwa 15 bis 25 Kilometer südöstlich des Stadtzentrums von Perth. Der Sitz des City Councils befindet sich im Stadtteil Gosnells, wo etwa 21.000 Einwohner leben (2021). Die City umfasst außerdem die Stadtteile Beckenham, Huntingdale, Kenwick, Langford, Maddington, Martin, Orange Grove, Southern River, Thornlie und einen Teil von Canning Vale.

## Verwaltung
Der Gosnells Council hat 13 Mitglieder. Der Vorsitzende und Mayor (Bürgermeister) sowie 12 Mitglieder werden von allen Bewohnern der City gewählt. Gosnells ist nicht in Bezirke unterteilt. 
Vor 2023 rekrutierte sich der Mayor aus dem Kreis der Councillor, seitdem wird er separat gewählt.

## Söhne und Töchter der Stadt
- Mitch Wishnowsky (* 1992), American-Football-Spieler